# Évrard de Fouilloy
Evrard de Fouilloy (1145 circa – Amiens, 1222) è stato un vescovo cattolico francese, che fu a capo della diocesi di Amiens dal 1211 al 1222.

## Biografia
Non si hanno notizie precedenti alla sua elezione a vescovo di Amiens avvenuta nel 1211. Successivamente partecipò al Concilio Laterano nel 1215 e al suo ritorno in sede si dedicò alla riorganizzazione della diocesi.
Nel 1218, un terribile incendio distrusse la sua cattedrale della quale rimase in piedi soltanto parte del coro. A questo punto decise di ricostruire la cattedrale in stile gotico. Egli fu pertanto il fondatore dell'attuale Cattedrale di Notre Dame di Amiens della quale pose la prima pietra nel 1220 affidandone la progettazione a Robert de Luzarches.
La sua salma è inumata nella navata della Cattedrale di Amiens.